# Pam Grier
Pamela Suzette Grier (Winston-Salem, 26 de maio de 1949) é uma atriz estadunidense, que ficou conhecida na década de 1970 por estrelar filmes do gênero blaxploitation, como por exemplo Foxy Brown, de 1974. Pam foi um dos principais Sex Symbols da década de 1970. Com o fim do período da blaxploitation, Pamela passou por um período de papeis menores no cinema e experiências na televisão e teatro. Sua carreira foi resgatada por Quentin Tarantino, que lhe deu o papel principal de Jackie Brown, de 1997. Ela voltaria ao sucesso com a série de TV The L Word.

## Biografia
Pam Grier nasceu na cidade de Winston-Salem, no estado da Carolina do Norte, filha do mecânico da força aérea Clarence Ransom Grier e da enfermeira Gwendolyn Samuels. Sua família tem ascendência filipina, indiana, chinesa e hispânica. Aos 8 anos de idade, Pam e sua família mudaram-se para a Europa, viajando para a Alemanha e para a Inglaterra antes de se fixarem numa base militar inglesa.
Quando Pam estava com 14 anos, seu pai retirou-se do serviço militar e mudou-se com a família para Denver, onde ela completou os estudos na East High School. Pam já declarou em algumas entrevistas que viver no estado do Colorado era "duro".